# Who Do You Think You Are
"Who Do You Think You Are" là một bài hát của nhóm nhạc nữ Anh quốc Spice Girls nằm trong album phòng thu đầu tay của họ, Spice (1996). Tại hầu hết những quốc gia, nó được phát hành như là một đĩa đơn mặt-A đôi với "Mama" và là đĩa đơn chính thức của Comic Relief năm 1997. Đây là đĩa đơn thứ ba trích từ album, phát hành ngày 3 tháng 3 năm 1997 bởi Virgin Records. "Who Do You Think You Are" mang âm hưởng của Europop đầu những năm 1990 và những giai điệu nu-disco vốn phổ biến trong thập niên 1970, với nội dung liên quan đến cuộc sống của những siêu sao nổi tiếng, và làm thế nào để một ai đó có thể bị mắc kẹt trong thế giới của sự nổi tiếng.
Sau khi phát hành, "Who Do You Think You Are" nhận được những phản ứng tích cực từ các nhà phê bình âm nhạc, trong đó họ đánh giá cao chất giọng của thành viên Melanie Chisholm thể hiện trong bài hát. Nó cũng gặt hái những thành công to lớn về mặt thương mại, trở thành đĩa đơn quán quân thứ tư liên tiếp của Spice Girls ở Vương quốc Anh, giúp họ trở thành nghệ sĩ đầu tiên trong lịch sử đạt được bốn đĩa đơn đầu tay đạt vị trí số một, một kỷ lục mà nhóm sẽ tiếp tục kéo dài đến đĩa đơn thứ sáu "Too Much". Trên thị trường quốc tế, đĩa đơn đạt vị trí quán quân ở Ireland, và lọt vào top 10 ở Bỉ, Đức, Hà Lan, New Zealand, Thụy Điển và Thụy Sĩ.
Video ca nhạc cho "Who Do You Think You Are" được đạo diễn bởi Gregg Masuak, trong đó nhóm xuất hiện và nhảy múa với Sugar Lumps - một phiên bản châm biếm của nhóm. Để quảng bá bài hát, nhóm đã trình diễn nó trên nhiều chương trình truyền hình và lễ trao giải khác nhau, bao gồm An Audience with..., Top of the Pops và Comic Relief năm 1997. Đặc biệt hơn, màn trình diễn mở màn của nhóm tại Giải Brit năm 1997 với "Who Do You Think You Are" đã trở nên vô cùng nổi tiếng với bộ váy Union Jack của thành viên Geri Halliwell và ngay lập tức xuất hiện trên trang nhất của nhiều tạp chí lớn ngay sau đó, cũng như được ghi nhận là một trong những biểu tượng phổ biến nhất của Cool Britannia. Ngoài ra, bài hát cũng xuất hiện trong tất cả các chuyến lưu diễn trong sự nghiệp của họ, bao gồm chuyến lưu diễn tái hợp The Return of the Spice Girls (2007-08).

## Danh sách bài hát
| - Đĩa CD #2 tại Anh quốc/Đĩa CD #2 tại châu Âu 1. "Who Do You Think You Are" (bản radio) – 3:44 2. "Mama" (bản radio) – 3:40 3. "Who Do You Think You Are" (Morales Club Mix) – 9:30 4. "Who Do You Think You Are" (Morales Dub Mix) – 7:00 - Đĩa CD tại Pháp 1. "Who Do You Think You Are" (bản radio) – 3:44 2. "Who Do You Think You Are" (không lời) – 3:44 | - Đĩa than 12" quảng bá tại Anh quốc 1. A1: "Who Do You Think You Are" (Morales Club Mix) – 9:30 2. B1: "Who Do You Think You Are" (Morales Club Dub) – 7:00 3. B2: "Who Do You Think You Are" (Morales Bonus Mix) – 4:40 - Đĩa than 12" tại Ý 1. A1: "Who Do You Think You Are" (Morales Club Mix) – 9:30 2. A2: "Who Do You Think You Are" (Morales Bonus Mix) – 4:40 3. B1: "Mama" (bản album) – 5:03 4. B2: "Who Do You Think You Are" (Morales Club Dub) – 7:00 |

## Xếp hạng
| Bảng xếp hạng (1997)               | Vị trí cao nhất |
| ---------------------------------- | --------------- |
| Úc (ARIA)                          | 13              |
| Bỉ (Ultratop 50 Flanders)          | 10              |
| Bỉ (Ultratop 50 Wallonia)          | 7               |
| Châu Âu (European Hot 100 Singles) | 3               |
| Pháp (SNEP)                        | 16              |
| Đức (Official German Charts)       | 4               |
| Ireland (IRMA)                     | 1               |
| Ý (Musica e dischi)                | 26              |
| Hà Lan (Dutch Top 40)              | 2               |
| Hà Lan (Single Top 100)            | 3               |
| New Zealand (Recorded Music NZ)    | 6               |
| Na Uy (VG-lista)                   | 12              |
| Scotland (OCC)                     | 1               |
| Thụy Điển (Sverigetopplistan)      | 5               |
| Thụy Sĩ (Schweizer Hitparade)      | 6               |
| Anh Quốc (OCC)                     | 1               |

| Bảng xếp hạng (1997)               | Vị trí |
| ---------------------------------- | ------ |
| Úc (ARIA)                          | 95     |
| Áo (Ö3 Austria Top 40)             | 21     |
| Bỉ (Ultratop 50 Flanders)          | 46     |
| Bỉ (Ultratop 50 Wallonia)          | 28     |
| Châu Âu (European Hot 100)         | 22     |
| Đức (Official German Charts)       | 46     |
| Hà Lan (Dutch Top 40)              | 17     |
| Hà Lan (Single Top 100)            | 30     |
| New Zealand (Recorded Music NZ)    | 44     |
| Thụy Điển (Sverigetopplistan)      | 33     |
| Thụy Sĩ (Schweizer Hitparade)      | 31     |
| Anh Quốc (Official Charts Company) | 15     |

| Bảng xếp hạng (1990–99)              | Vị trí |
| ------------------------------------ | ------ |
| UK Singles (Official Charts Company) | 68     |

## Chứng nhận
| Quốc gia                                                                           | Chứng nhận | Số đơn vị/doanh số chứng nhận |
| ---------------------------------------------------------------------------------- | ---------- | ----------------------------- |
| Bỉ (BEA)                                                                           | Vàng       | 0*                            |
| Pháp (SNEP)                                                                        | Bạc        | 125.000*                      |
| Đức (BVMI)                                                                         | Vàng       | 0^                            |
| Hà Lan (NVPI)                                                                      | Vàng       | 50.000^                       |
| New Zealand (RMNZ)                                                                 | Vàng       | 5.000*                        |
| Thụy Điển (GLF)                                                                    | Vàng       | 15.000^                       |
| Anh Quốc (BPI)                                                                     | Bạch kim   | 732,000                       |
| * Chứng nhận dựa theo doanh số tiêu thụ. ^ Chứng nhận dựa theo doanh số nhập hàng. |            |                               |